# 海克·瑪卡琪
海克·瑪卡琪（德語：Heike Makatsch；1971年8月13日—），是一位德國女演員、歌手和作家，曾參演40餘部電影作品，以《惡靈古堡》電影飾演麗莎·艾迪森而開始走紅，之後她出演許多電影如《愛是您·愛是我》、《最後的馬拉松》及《偷書賊》而聞名。此外，她也曾經被提名頒發德國電影獎最佳女主角獎、國際艾美獎最佳女演員、歐洲電影獎觀眾獎最佳女演員。

## 簡介
瑪卡琪出生在杜塞爾多夫，她是前德國國家冰球隊守門員雷納·瑪卡琪的女兒，並在杜塞爾多夫大學學習政治學和社會學兩年，然後當學徒裁縫，1993年她被聘為新生的德國電視音樂頻道VIVA當主持。
許多觀眾是在看過她所客串的電影《惡靈古堡》（2002年）而印象深刻。但也由於五官的相似，容易將她和飾演2011年《血紅帽》的阿曼達·塞弗里德和飾演2011年《雷神索爾》的凱特·丹寧絲而混淆。

## 個人生活
瑪卡琪曾和飾演“007邦德”的丹尼爾·克雷格拍拖七年並分手。後來，瑪卡琪另外與音樂家馬克斯·馬汀-施羅德於2005年結婚為夫妻。
瑪卡琪目前居住在柏林。

## 作品
- 2020 - 破處那件小事（德语：Gott, du kannst ein Arsch sein!） God, You're Such a Prick
- 2019 - 情迷Lisa姐（德语：Ich war noch niemals in New York (Film)） I've Never Been to New York
- 2017 - 青春期 Das Pubertier
- 2014 - 一切都是愛 Alles ist Liebe
- 2014 - 關於一個女孩 About a Girl
- 2014 - 偷書賊 The Book Thief
- 2013 - 最後的馬拉松 Back On Track
- 2009 - 重生殺機 The Door
- 2007 - 老娘鬧革命 Mrs. Ratcliffe's Revolution
- 2005 - 雷霆萬鈞 A Sound of Thunder
- 2005 - 泰迪熊之母 Margarete Steiff
- 2003 - 愛是您‧愛是我 Love Actually
- 2002 - 惡靈古堡 Resident Evil
- 2000 - 生命可以重來 Gripsholm

## 外部連結
- 海克·瑪卡琪 （页面存档备份，存于）在網際網路電影資料庫（IMDb）上的資料（英文）
- 海克‧瑪卡琪 （页面存档备份，存于）Movies.com